# 1585 в Україні

## Події
- Гетьман Запорозький Михайло Ружинський здійснив похід на Перекоп.
- Переяслав та Острог отримали магдебурзьке право.

## Засновані, зведені
- Львівська братська школа
- Корсунське староство
- Вітряна брама
- Письмова згадка про Камінь (Романівський район)
- засновано Шаргород
- Барвинівка
- Лазарівка (Брусилівський район)
- Пединка
- Троща (Чуднівський район)

## Зникли, скасовані
- Острожецьке князівство